# La Roue Tourangelle 2019
La Roue Tourangelle 2019, diciottesima edizione della corsa e valevole come evento dell'UCI Europe Tour 2019 categoria 1.1, si svolse il 7 aprile 2019 su un percorso di 186 km, con partenza da Chinon e arrivo a Tours, in Francia. La vittoria fu appannaggio del belga Lionel Taminiaux, il quale completò il percorso in 4h23'35", alla media di 42,34 km/h, precedendo lo statunitense Robin Carpenter e il francese Marc Sarreau.
Sul traguardo di Tours 102 ciclisti, su 127 partiti da Chinon, portarono a termine la competizione.

## Squadre e corridori partecipanti
| N.      | Cod. | Squadra                     |
| ------- | ---- | --------------------------- |
| 1-7     | GFC  | Groupama-FDJ                |
| 11-17   | ALM  | AG2R La Mondiale            |
| 21-26   | COF  | Cofidis, Solutions Crédits  |
| 31-37   | TDE  | Direct Énergie              |
| 41-47   | VCB  | Vital Concept-B&B Hotels    |
| 51-57   | DMP  | Delko Marseille Provence    |
| 61-67   | PCB  | Team Arkéa-Samsic           |
| 71-77   | ANS  | Androni Giocattoli-Sidermec |
| 81-87   | RLY  | Rally UHC Cycling           |
| 101-106 | ICA  | Israel Cycling Academy      |

| N.      | Cod. | Squadra                         |
| ------- | ---- | ------------------------------- |
| 111-117 | EUS  | Euskadi Basque Country-Murias   |
| 121-127 | MZN  | Manzana Postobón Team           |
| 131-136 | CJR  | Caja Rural-Seguros RGA          |
| 141-147 | WVA  | Wallonie Bruxelles              |
| 151-157 | NRL  | Natura4Ever-Roubaix-Lille Métr. |
| 161-167 | AUB  | St Michel-Auber 93              |
| 171-177 | VBG  | Team Vorarlberg Santic          |
| 181-187 | SRA  | Swiss Racing Academy            |
| 191-196 | AMO  | Amore & Vita-Prodir             |

## Ordine d'arrivo (Top 10)
| Pos. | Corridore           | Squadra       | Tempo    |
| ---- | ------------------- | ------------- | -------- |
| 1    | Lionel Taminiaux    | Wallonie      | 4h23'35" |
| 2    | Robin Carpenter     | Rally         | s.t.     |
| 3    | Marc Sarreau        | Groupama      | a 12"    |
| 4    | Thomas Boudat       | Direct        | s.t.     |
| 5    | Nacer Bouhanni      | Cofidis       | s.t.     |
| 6    | Bryan Coquard       | Vital Concept | a 14"    |
| 7    | Baptiste Planckaert | Wallonie      | s.t.     |
| 8    | Samuel Dumoulin     | AG2R          | s.t.     |
| 9    | Clément Russo       | Arkéa         | s.t.     |
| 10   | Kévin Le Cunff      | St Michel     | s.t.     |